# Ao Oni
Ao Oni (青鬼?  lit. 'Demonio Azul') es un videojuego de aventuras, puzzle y supervivencia de terror desarrollado por "noprops". Se lanzó por primera vez en Japón en noviembre de 2008 como software gratuito.
El juego se convirtió en un clásico en Japón gracias a las transmisiones en vivo y gameplays. Posteriormente, se adaptó a diversos medios, incluyendo dos largometrajes, una serie de novelas ligeras y un manga. Se lanzó una remasterización para Steam y Nintendo Switch en 2024.

## Argumento
La historia trata sobre un niño llamado Hiroshi, quien va a investigar junto a sus amigos Takeshi, Mika y Takuro a una mansión desierta a las afueras de una ciudad que se dice que está embrujada. Al entrar en la mansión, todos quedan atrapados, y luego descubren que en ella habita un monstruo llamado Ao Oni, una criatura alta y de color azul violáceo con un rostro deformado que comienza a perseguirlos, por lo que todos se dispersan por la gigantezca mansión, intentando evitar y escapar del monstruo. 
Hay cuatro versiones diferentes del juego, cada una con sus propios rompecabezas, mapas y finales. Solo las dos últimas versiones han sido traducidas oficialmente, y mayormente al inglés. 

### El Ao Oni o Demonio Azul
Se explica muy poca información en el juego sobre el Oni y sus razones para habitar la mansión, pero se supone que pudo haber sido uno de los antiguos residentes de la misma. El Oni es un ser humanoide alto y musculoso con una cabeza grande y piel azul que tiene aproximadamente el doble del tamaño de un humano promedio. Cuando aparece en el juego, se escucha un característico acorde de cuerda, como un "chillido tétrico" hasta que el jugador lo pierde de vista.
Normalmente, su boca se mantiene cerrada con una extraña sonrisa, pero en un final secreto se muestra que tiene dientes afilados y colmillos como cuchillos. Si el Oni captura y mata a uno de los amigos de Hiroshi, también se convertirán en un Oni, que se distinguen por sus peinados, que conservaron cuando se los transformó en un Oni.
Además del Oni estándar, si el jugador llega al final de la trama, puede ingresar a una "Sala Oni", que contiene numerosos Onis deformados, mutados y completamente originales, incluido un oni rectangular llamado "Blockman", que se parece al popular personaje japonés Domo-kun, y un gigante y musculoso Oni apodado "Squatto", que con humor parece estar levantando pesas invisibles cuando se lo encuentra por primera vez. Ambos Onis pueden perseguir al jugador más de una vez si el jugador ingresa sus nombres en el nombre de la partida al crear un nuevo juego.
En general, el Oni perseguirá al jugador al azar después de haberlo visto por primera vez, apareciendo en ocasiones aleatorias, aunque varias de las persecuciones son necesarias para avanzar en la historia.

## Jugabilidad
El jugador controla a Hiroshi mientras explora la mansión cerrada, reúne elementos y resuelve acertijos para escapar y proseguir por la mansión hasta llegar a la salida.
Tanto el Ao Oni, como los amigos de Hiroshi transformados en Oni, pueden comenzar a perseguir al jugador en momentos aleatorios y programados, similar al Némesis en Resident Evil 3. Esto obliga al jugador a evadir al Oni, ya sea escapar de él hasta perderlo de vista o simplemente escondiéndose, ya que Hiroshi no puede defenderse.

## En otros medios

### Novelas

#### Novelizaciones
Fue adquirido por Kenji Kuroda, quien adaptó el juego a novelas ligeras y manga como escritor. En 2013 - 2017, se lanzaron una serie de novelas basadas en el juego. Hay ligeras diferencias respecto a la historia, principalmente basadas en la caracterización de los personajes, pero los libros son, por lo demás, fieles a la trama del juego. El título obtuvo la licencia para distribución digital en inglés de J-Novel Club. La serie está compuesta por cinco novelas, que J-Novel Club lanzó entre 2018 y 2019: Ao Oni, Ao Oni: Vengeance, Ao Oni: Mutation, Ao Oni: Grudge y Ao Oni: Forever.

#### Novelas juveniles
En 2018, PHP Laboratory comenzó a publicar una serie de novelas juveniles basadas en la serie Ao Oni. La serie sigue a los personajes del juego, que están en edad de ir a la escuela primaria en lugar de adolescentes, y se cuenta desde la perspectiva de un perro callejero que fue acogido por el tío de Takuro.
1. 『青鬼 ジェイルハウスの怪物』(2018, lit. Ao Oni El monstruo de la cárcel)[8]
2. 『青鬼 廃校の亡霊』 (2018, lit. Ao Oni El Fantasma en la Escuela Abandonada)[9]
3. 『青鬼 真夜中の地下病棟』 (2018, lit. Ao Oni El Pabellón Subterráneo de Medianoche)[10]
4. 『青鬼 ドクロ島からの脱出』(2019, lit. Ao Oni Escape de la Isla Calavera)[11]
5. 『青鬼 ゾンビだらけの遊園地』 (2019, lit. Ao Oni Parque de atracciones zombie)[12]
6. 『青鬼 調査クラブ ジェイルハウスの怪物を倒せ!』 (2019, lit. Ao Oni Club de Investigación de Demonios ¡Derrota al monstruo de la cárcel!)[13]

### Película de acción en vivo
Ao Oni se adaptó a una película de acción en vivo del mismo nombre, que se estrenó en Japón el 5 de julio de 2014. Al año siguiente se estrenó una segunda película de acción real, Ao Oni ver 2.0, con un director, un escritor y un elenco diferentes.

### Anime
Una adaptación de serie corta de televisión de anime se estrenó el 3 de octubre de 2016. La serie es producida por Studio Deen y dirigida por Toshirō Hamamura y Chisei Maeda, con Kanekoke a cargo de la composición de la serie, Kichi diseñando los personajes y Shiyu Yanagida componiendo la música. Una película de anime, también producida por Studio Deen, se estrenó en 2017.

## Recepción
El juego ganó seguidores de culto en línea en Japón, ganando notoriedad a través de videos relacionados con Ao Oni en sitios web como Niconico y YouTube. La popularidad del juego gira en torno a la efectividad de sus aspectos de terror a pesar de ser un juego simple, y la música de fondo a menudo se cita como un contribuyente clave a la atmósfera escalofriante que se usa para incitar el miedo dentro del juego.

## Legado
Ha generado muchos juegos creados por fans. La mayoría de estos juegos se crearon en variantes de los programas RPG Maker.